# Microcercus incertus
Microcercus incertus är en kräftdjursart som beskrevs av Arcangeli 1950. Microcercus incertus ingår i släktet Microcercus och familjen Eubelidae. Inga underarter finns listade i Catalogue of Life.